# Baldacchino

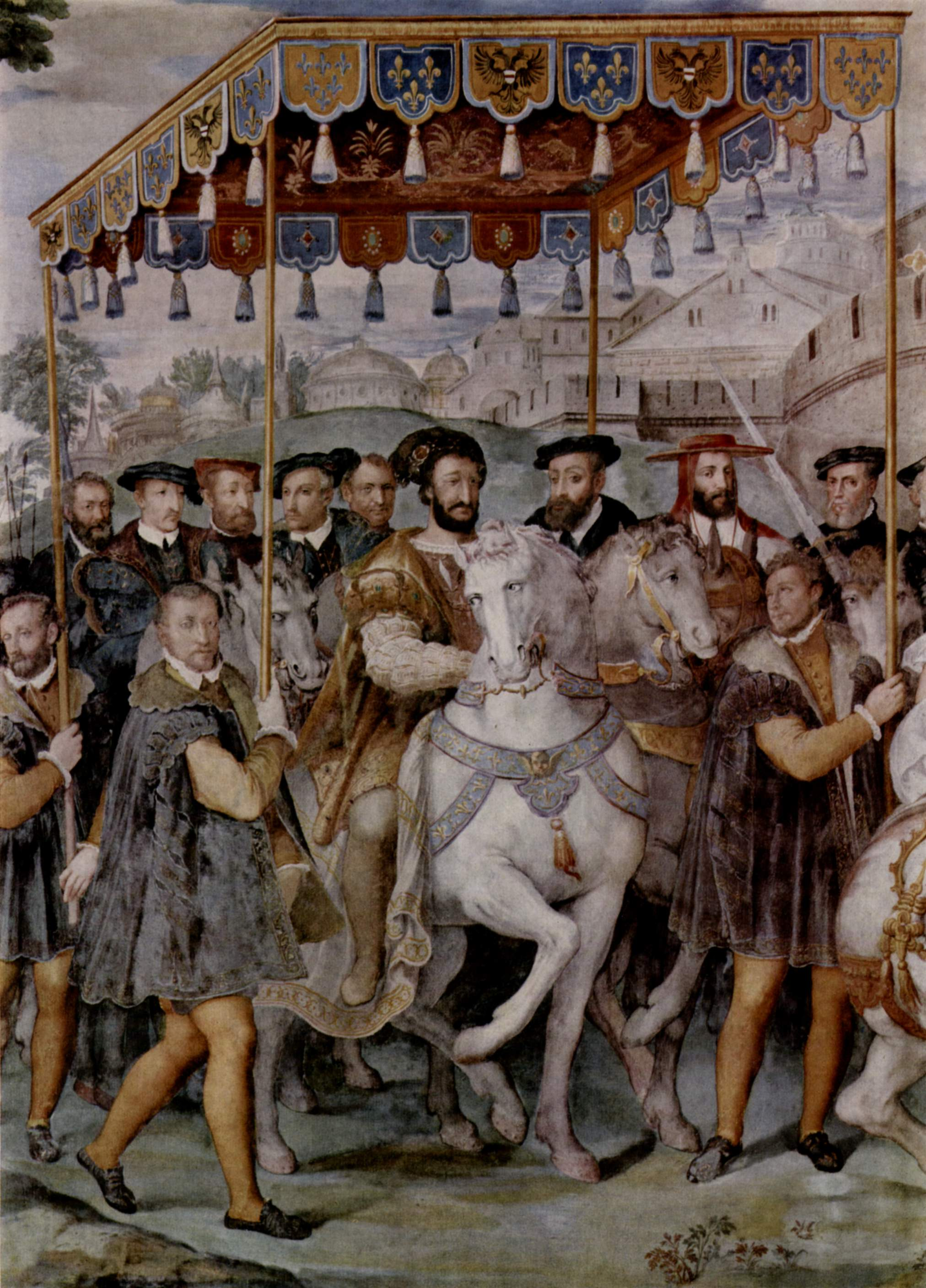
L'imperatore Carlo V, Francesco I di Francia e il cardinale Alessandro Farnese fanno in loro ingresso trionfale a Parigi nel 1540 sotto un baldacchino. Dipinto di Taddeo Zuccari, c.1559

Il baldacchino è un grande drappo di stoffa di forma quadrata o rettangolare, sostenuto da quattro o più aste caratterizzate da drappelloni o fregi intorno. Ha la funzione di rendere onore a cose sacre (l'altare maggiore di una cattedrale, ecc.) o sul seggio di grandi personaggi (sovrani, principi, cardinali, vescovi, Marchese di baldacchino, ecc.) oppure ancora a fornire riparo laterale del letto di persone importanti.
Per estensione, nell'architettura è indicato talvolta come baldacchino il ciborio, ossia quella struttura, retta da colonne, situata sopra un monumento o un sito fondamentale da un punto di vista rituale. Analogamente, si indica con questo nome il paracielo, che aveva funzioni acustiche, oggi superato dall'uso di microfoni ed amplificatori.
Come elemento di complemento del letto, il baldacchino si diffuse tra la fine del Medioevo e il Rinascimento, in un periodo in cui questo mobile era piuttosto raro ed esclusivo. Diffuso anche nelle classi meno abbienti, piuttosto che un lusso era una questione di sopravvivenza e di protezione dal freddo. Il baldacchino manteneva il calore e proteggeva dagli spifferi di vento: infatti,  le finestre avevano delle imposte di legno o delle tele cerate, essendo il vetro un materiale costoso e appannaggio solo dei ceti benestanti.
Nel XVI secolo nacquero vari modelli, come quello "a cortine" che sostituì la cornice, e il baldacchino restò in auge fino al XVIII secolo grazie alla creatività dei francesi con i famosi lit à la duchesse utilizzati nel letto di Maria Antonietta a Fontainebleau, e dopo una breve fase buia, riprese la sua importanza almeno fino alla fine del XIX secolo.

## Etimologia
Il termine baldacchino deriva dal nome del drappo da cui era formato, detto Baldac dal nome latino-medievale di Baghdad. La città era famosa per i suoi setifici, nei quali, in una prima fase, la tessitura venne effettuata grazie alla presenza di artigiani di Tustar, visto che proprio i Sasanidi inventarono questa lavorazione.  Ben presto Baghdad divenne un centro di produzione, importazione ed esportazione fondamentale per questa attività. In Occidente, questi pregevoli e preziosi tessuti, penetrarono grazie alle repubbliche marinare intorno all'XI secolo e sono citati negli inventari di alcune grandi cattedrali con il nome di Baldekino o di Baudaquen.

## Esempi di baldacchini

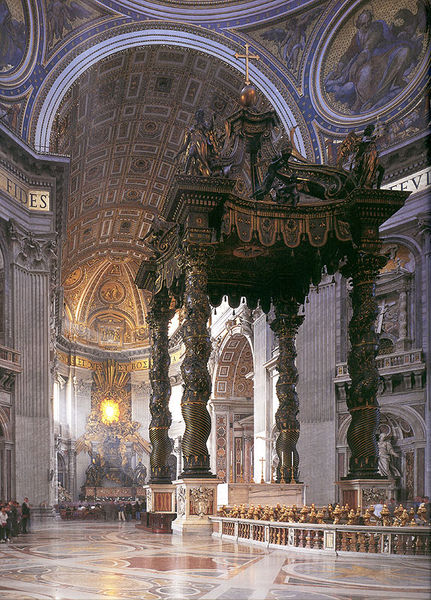
Il Baldacchino del Bernini nella Basilica di San Pietro in Vaticano
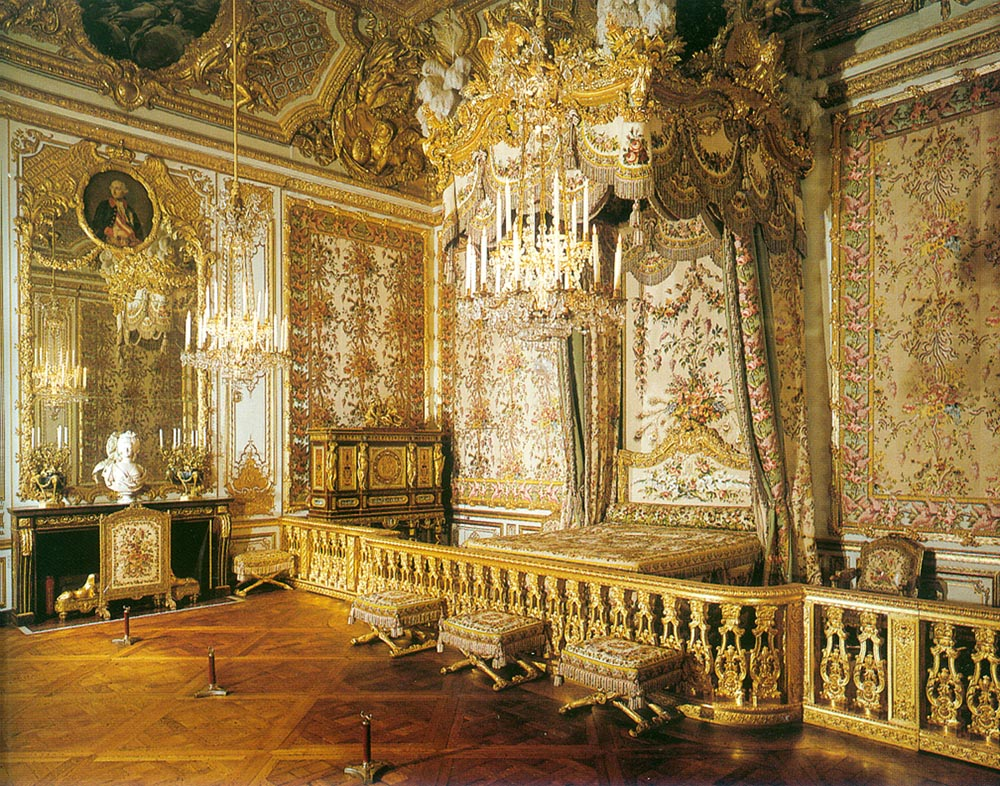
La Chambre réale di Versailles, in cui un baldacchino dorato sovrasta il letto della regina
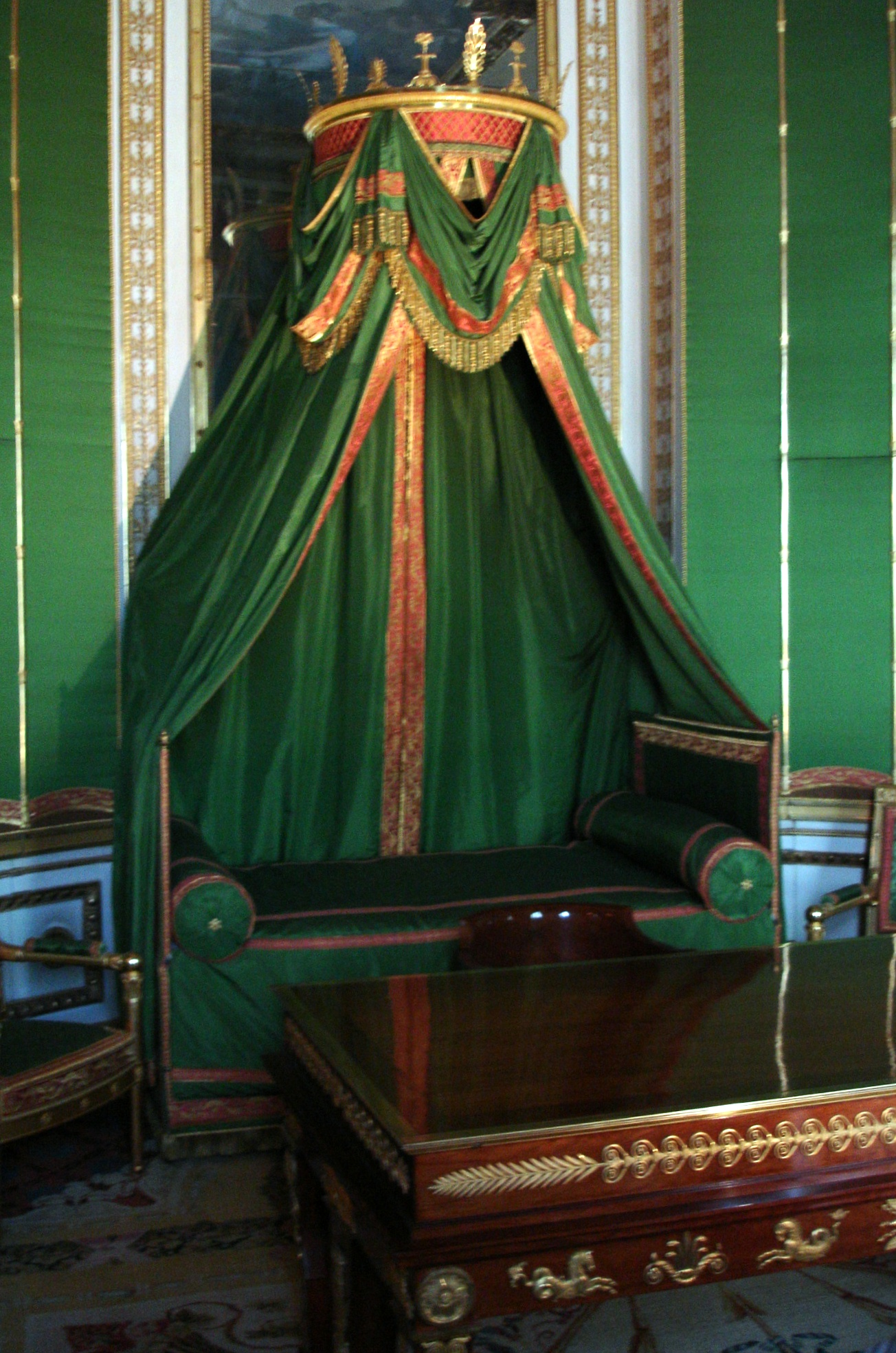
Un baldacchino in stile impero
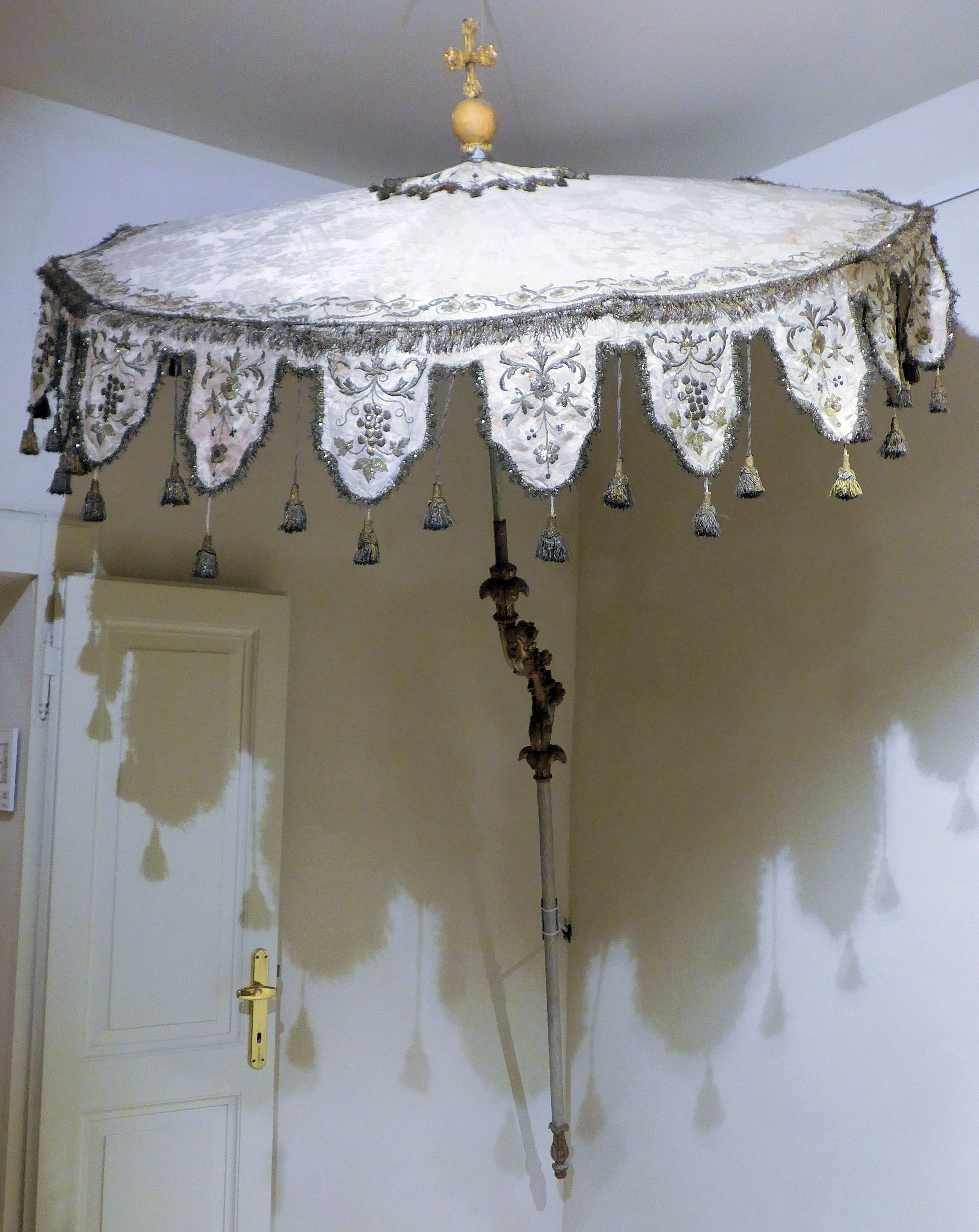
Ombrellino processionale, damasco in seta ricamato, XIX secolo, MAST Castel Goffredo